# Souvenir (Banner Pilot)
Souvenir is het vierde studioalbum van de Amerikaanse punkband Banner Pilot. Het album werd opgenomen in oktober-december 2013 en uitgegeven via het platenlabel Fat Wreck Chords op cd en lp op 15 april 2014. Het is het derde studioalbum dat de band via dit label heeft laten uitgeven.

## Nummers
1. "Modern Shakes" - 2:29
2. "Effigy" - 2:57
3. "Dead Tracks" - 3:22
4. "Heat Rash" - 2:47
5. "Fireproof" - 2:40
6. "Letterbox" - 4:03
7. "Shoreline" - 3:20
8. "Hold Fast" - 2:42
9. "Colfax" - 3:09
10. "Springless" - 3:01
11. "Matchstick" - 3:06
12. "Summer Ash" - 5:22

## Band
- Corey Ayd - gitaar
- Nate Gangelhoff - gitaar, basgitaar
- Nick Johnson - zang
- Dan Elston-Jones - drums, piano